# Merremia obtusa
Merremia obtusa är en vindeväxtart som först beskrevs av Bernard Verdcourt, och fick sitt nu gällande namn av Mats Thulin. Merremia obtusa ingår i släktet Merremia och familjen vindeväxter. Inga underarter finns listade i Catalogue of Life.